# 용인역
용인역(龍仁驛)은 현재의 경기도 용인시 처인구 김량장동에 있던 수려선의 역이다. 역 터에는 GS수퍼마켓 용인점이 자리잡고 있다. 현재 용인경전철의 김량장역과 용인중앙시장역이 주변에 있다.

## 역사
- 1930년 12월 1일 : 수원-이천 간 개통과 함께 영업 개시 (보통역)[1]
- 1972년 4월 1일 : 수려선 폐선과 함께 폐지[2]